# 明治機械
明治機械株式会社（めいじきかい）は、日本の機械メーカー。

## 会社概要
粉砕機をはじめとする製粉・飼料用機械の製造では業界首位である。
かつては明治製糖傘下の企業で、2012年3月31日までは明治グループが大株主の一角を占めていたが、2013年に保有していた株式資産を売却した。

## 歴史
- 1899年（明治32年）- 山越秀太郎個人経営の山越工場を東京府東京市本芝3丁目8番地に創立。
- 1905年（明治38年）- 我国最初の国産ロール式製粉プラントを製作納入。
- 1914年（大正3年）- 中国大陸各地に製粉プラント輸出開始。
- 1925年（大正14年）- 株式会社山越工場と社名を改組する。
- 1938年（昭和13年）- 明治製糖株式会社（後の大日本明治製糖）の資本と経営の参加企業になる。
- 1943年（昭和18年）- 山越機械株式会社に社名変更。足利工場の操業を開始する。
- 1948年（昭和23年）- 明治機械株式会社に社名変更。
- 1949年（昭和24年）- 東京証券取引所再開に当たり、当社株式を上場。
- 1957年（昭和32年）- ニューマ方式の製粉プラント初国産化。
- 1960年（昭和35年）- 本社を東京都中央区京橋2-3-13に移転。本格的配合飼料プラントを製作納入。
- 1961年（昭和36年）- 二重遠心鋳造チルドロールを開発。
- 1980年（昭和55年）- 大阪営業所を開設する。
- 1982年（昭和57年）- 九州出張所開設。
- 1984年（昭和59年）- 株式会社メイキを設立する。
- 1993年（平成5年）- 第三者割当増資実施、資本金19億3,805万円となる。
- 1995年（平成7年）- 関係会社であるシンヨー・サンワテクノス株式会社が事業開始。
- 1996年（平成8年）- 本社を現所在地に移転（自社ビル）
- 2000年（平成12年）- セミコン事業部を創設。半導体製造装置の事業開始。
- 2001年（平成13年）- 浜井産業株式会社と業務提携。
- 2002年（平成14年）- ISO 9001認証取得。
- 2003年（平成15年）- 中国での多面的事業開始。
- 2004年（平成16年）- 株式取得により、ラップマスターエスエフティ株式会社を子会社とする。
- 2005年（平成17年）- 中国にて現地法人・子会社明治機械（徳州）有限公司を設立。
- 2006年（平成18年）- 子会社であるシンヨー・サンワテクノスがシンヨー株式会社に商号変更。
- 2008年（平成20年）- 株式取得により、株式会社東京製粉機製作所を子会社とする。
- 2010年（平成22年）
  - 子会社である内外マシーナリーを吸収合併。
  - 株式譲渡によりシンヨーが関連会社となる。
- 2011年（平成23年）
  - 子会社であるラップマスターエスエフティの半導体製造装置関連事業を譲渡。
  - 株式譲渡によりシンヨーが関連会社でなくなる。
- 2013年（平成25年）
  - 明治ホールディングスが当社株式を売却し、提携関係を解消。
  - 休眠中の子会社・株式会社明治企画を清算。
  - 子会社・ラップマスターエスエフティが破産手続開始決定を受ける。
- 2014年（平成26年）
  - TCSホールディングス株式会社と資本業務提携[3]。
  - 子会社・東京製粉機製作所を吸収合併[4]。
- 2016年（平成28年）- 越谷工場を足利工場へ統合し閉鎖。
- 2017年（平成29年）
  - ジェイ不動産証券投資法人は、清算結了となったことに伴い、関連会社ではなくなる。
  - 柳原製粉機の全株式取得により連結子会社とする。
- 2018年（平成30年）
  - AI・IoT関連を利用した予知保全サービスや顧客企業の省電力化のためのサービス開発開始。
  - フェライト・マイクロウェーブ・テクノロジーズ社と業務用マイクロ波解凍機の東南アジア独占販売契約締結。
- 2019年（令和元年）
  - 明治機械（徳州）有限公司の製粉ロールを韓国に向けて販売開始。
  - 環境関連事業本部「エスノンホール」販売開始。
- 2020年（令和2年）
  - ホクレンくみあい飼料、ホクレンくみあい・雪印飼料の大型配合飼料生産プラントに着手。
  - 120周年記念、普通配当4円に記念配当として1円増配し5円とする。
- 2022年（令和4年）
  - TCSホールディングス株式会社との資本業務提携を解消[5]。
  - Abalance株式会社と資本業務提携。同社の持分法適用関連会社となる[6][7]。

## 製品
- 粉砕機
- 混合機械
- プラントエンジニアリング